# Fazenda Vilanova
Fazenda Vilanova es un municipio brasileño del estado de Rio Grande do Sul.
Se encuentra ubicado a una latitud de 29º35'22" Sur y una longitud de 51º49'30" Oeste, estando a una altitud de 145 metros sobre el nivel del mar. Su población estimada para 2004 era de 3098 habitantes. La principal vía de acceso al municipio es la ruta BR-386.
Ocupa una superficie de 85 583 km²

## Historia
Existen muchas versiones sobre el origen de este pueblo. Sin embargo, lo que se sabe con certeza es que la comunidad estaba dividida en fincas. Uno pertenecía a la familia Azambuja y los otros dos a la familia Vilanova, de estos últimos procede el nombre del municipio. Como otros municipios de la región, el desarrollo comenzó con la construcción de la BR-386.